# Kremsmüller

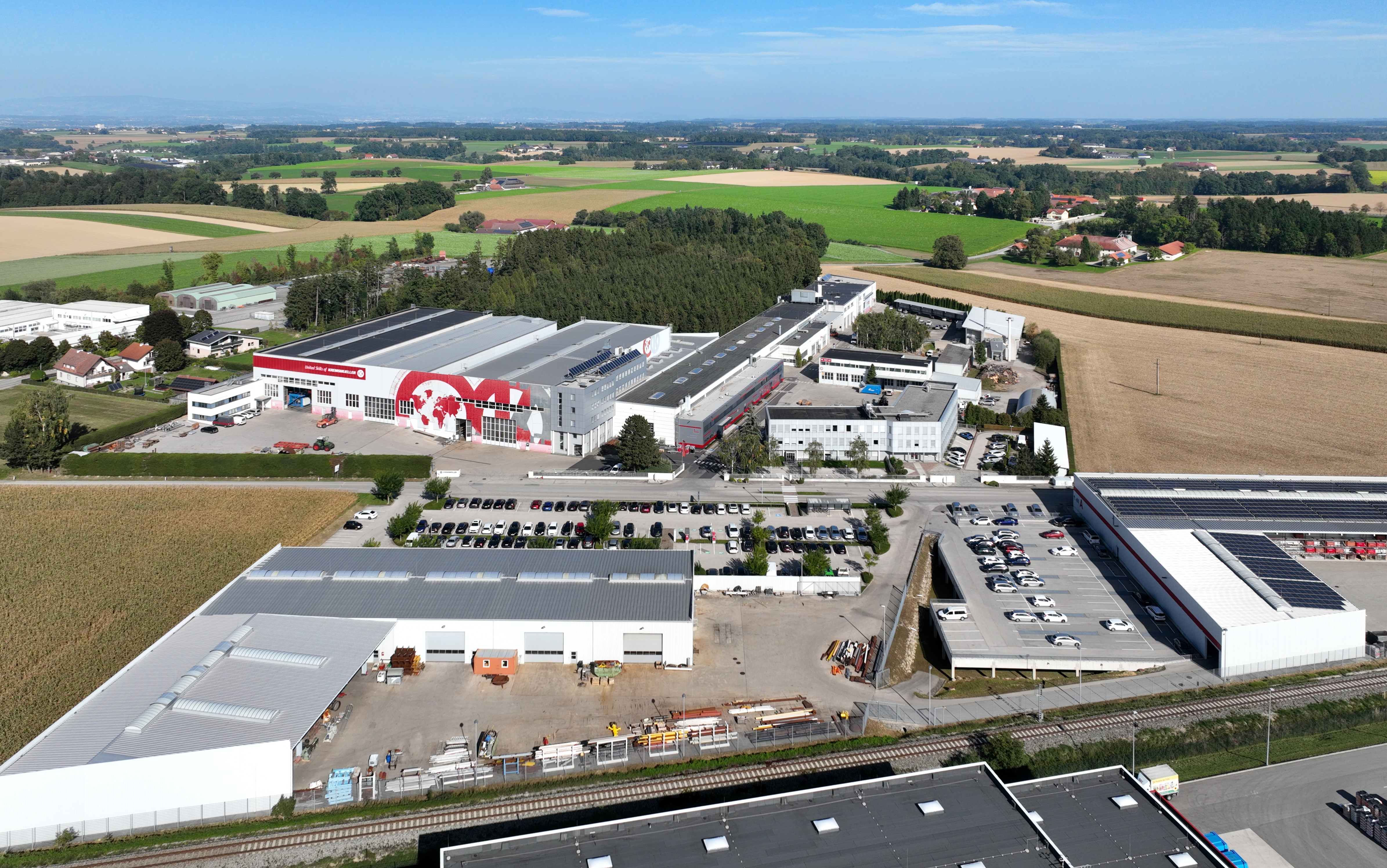
Zentrale der Fa. Kremsmüller in Steinhaus

Kremsmüller ist ein österreichisches Familienunternehmen mit Sitz in Steinhaus bei Wels (Oberösterreich). Die Unternehmensgruppe beschäftigt ca. 2.300 Mitarbeiter und das Kernunternehmen der Firmengruppe ist die "Kremsmüller Industrieanlagenbau GmbH".

## Geschichte
Das Unternehmen wurde 1961 von Karl und Monika Kremsmüller in Wels (Oberösterreich) als Montagefirma (Rohrleitungsbau) gegründet und in den Jahren von 1966 bis 1970 entstanden die ersten Tochterfirmen im benachbarten Ausland. 1969 wurde der Firmensitz nach Steinhaus verlegt, wo auch eine Betriebsstätte des Behälter- und Apparatebaus errichtet wurde. Zwecks Anbietung von „schlüsselfertigen Anlagen“ wurde 1992 der Geschäftsbereich „Elektro-, Mess-, Steuer- und Regeltechnik“ eingeführt und ab 1994 wurde eine Expansion in Form von Gründung neuer Firmen begonnen.
Im Jahr 1985 erhielt das Unternehmen die Staatliche Auszeichnung und darf seither das Bundeswappen im Geschäftsverkehr verwenden.
Am 15. Juni 2020 musste der Industrieanlagenbau als Folge einer Fehlkalkulation bei einem Auftrag der Wien-Energie (Klärschlammtrocknungsanlage) Insolvenz in Form eines Sanierungsverfahrens ohne Eigenverwaltung anmelden, wobei eine Unternehmensfortführung vorgesehen ist.
Am 30. Juni 2020 folgte aus demselben Grund die Kremsmüller Industrieservice KG in die Insolvenz. Nicht betroffen sind die Kremsmüller Beteiligungs GmbH sowie weitere Töchter der Gruppe, mit zuletzt rund 300 Mio. Euro Jahresumsatz.
Der Sanierungsvergleich von Mitte Oktober 2020 sah eine 25-%-Rückzahlungsquote für die anerkannten Forderungen von rund 110,5 bzw. 8,8 Mio. Euro vor.
Für die Rückzahlung einer Quote von 25 % an die Gläubiger in drei Raten war eine Endfälligkeit im Oktober 2022 vereinbart. Die Raten 2 und 3 konnten vorzeitig bereits im August 2021 bezahlt werden, da die Geschäfte im zweiten Jahr der Corona-Pandemie wieder gut gingen.

## Die Hauptunternehmen
- „Kremsmüller Industrieanlagenbau KG:“ Das Kernunternehmen der Firmengruppe
- „IMAG Industriemontage KG:“ Ein Personaldienstleister, 1994 gegründet, später umbenannt
- „JobMeister Personaldienstleistungen GmbH:“ 2004 gegründet
- „KTT - Kremsmüller Tankstellentechnik GmbH:“ 2005 gegründet; entstand aus einer ARGE-Partnerschaft mit RK-TT Tankstellenservice GmbH, später verkauft